# Processamento de imagem
Processamento de imagem é qualquer forma de processamento de dados no qual a entrada e saída são imagens tais como fotografias ou quadros de vídeo. Ao contrário do tratamento de imagens, que se preocupa somente na manipulação de figuras para sua representação final, o processamento de imagens é um estágio para novos processamentos de dados tais como aprendizagem de máquina ou reconhecimento de padrões. A maioria das técnicas envolve o tratamento da imagem como um sinal bidimensional, no qual são aplicados padrões de processamento de sinal.

## Métodos de processamento
Algumas décadas atrás o processamento de imagem era feito majoritariamente de forma analógica, através de dispositivos ópticos. Apesar disso, devido ao grande aumento de velocidades dos computadores, tais técnicas foram gradualmente substituídas por métodos digitais.
O processamento digital de imagem é geralmente mais versátil, confiável e preciso, além de ser mais fácil de implementar que seus duais analógicos. Hardware especializado ainda é usado para o processamento digital de imagem, contando com arquiteturas de computador paralelas para tal, em sua maioria no processamento de vídeos. O processamento de imagens é, em sua maioria, feito por computadores pessoais.

## Técnicas mais usadas
A maioria dos conceitos de processamento de sinais que se aplicam a sinais unidimensionais também podem ser estendidos para o processamento bidimensional de imagens. A transformada de Fourier é bastante usada nas operações de imagem envolvendo uma grande área de correlação.

### Técnicas unidimensionais
- Resolução de imagem;
- Limite dinâmico;
- Largura de banda;

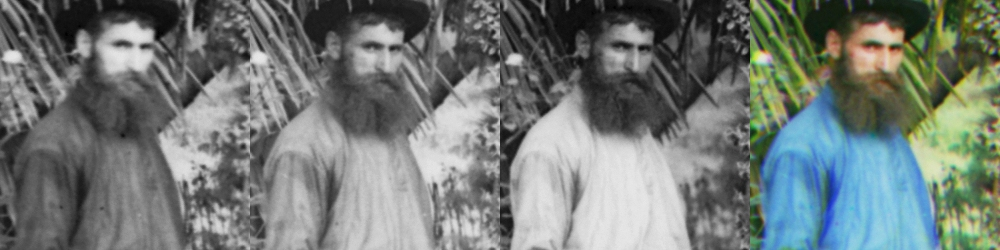
Os canais de cor vermelho, verde e azul de uma fotografia por Sergei Mikhailovitch Prokudin-Gorski. A quarta imagem é uma composição.

- Filtro: Permite a redução de ruídos da imagem para que mais padrões possam ser encontrados;

- Operador diferencial;
- Histograma: Consiste na frequência de um tom específico (seja escala de cinza ou colorido) em uma imagem. Permite a obtenção de informações como o brilho e o contraste da imagem e sua distribuição;

- Detecção de borda;
- Redução de ruído.

### Técnicas bidimensionais
- Conectividade

## Problemas típicos

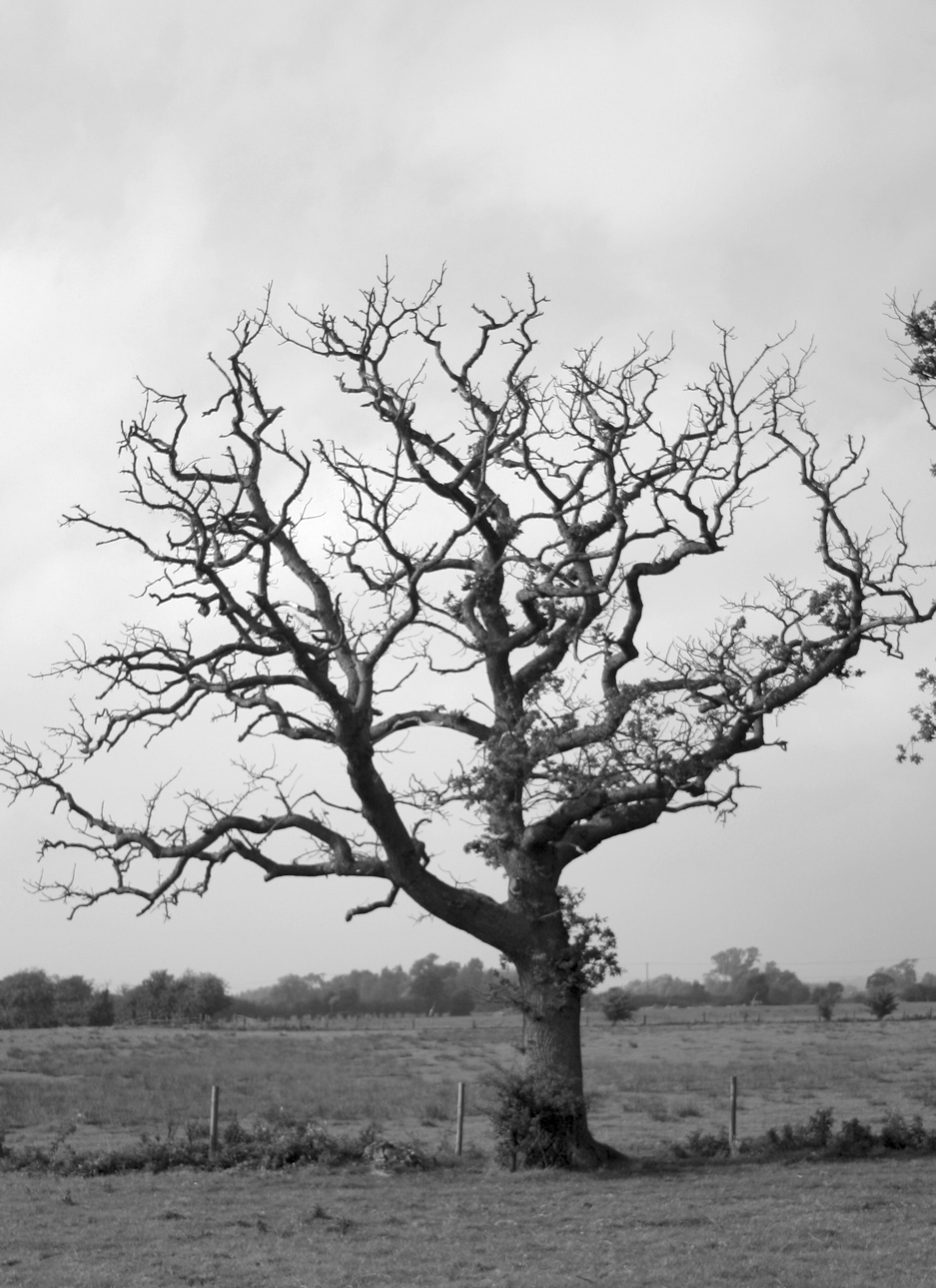
Imagem de uma árvore morta.

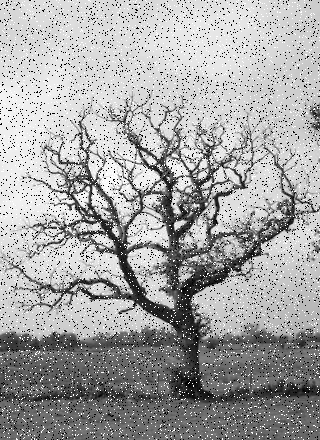
Imagem anterior após aplicação de ruído "sal e pimenta".

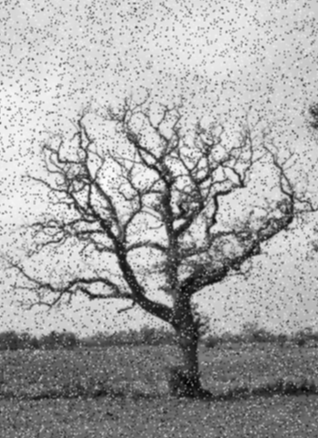
Imagem anterior após aplicação de filtro gaussiano 3x3.

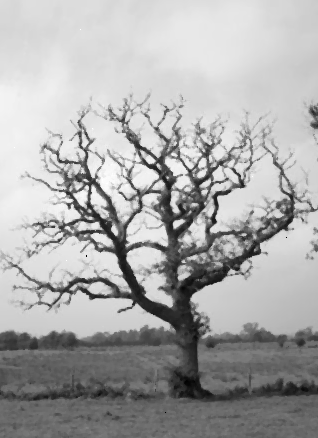
Imagem anterior após aplicação de filtro da mediana.

- Transformações geométricas tais como escala, rotação e inclinação;
- Correção de cor como ajustes de brilho e contraste, limiarização ou conversão de espaço de cor;
- Combinação de imagens por média, diferença ou composição;
- Interpolação e recuperação de imagem de um formato bruto tal como o filtro bayesiano;
- Segmentação de uma imagem em regiões;
- Edição de imagem e acabamento (retoque) digital;

Além de imagens bidimensionais estáticas, o campo também abrange o processamento de sinais variados pelo tempo tais como vídeos ou a saída de um equipamento de tomografia. Tais técnicas são especificadas somente para imagens binárias ou em escala de cinza.

## Aplicações
- Fotografia e impressão
- Imagens de satélite
- Processamento de imagens médicas
- Detecção de face ou de objeto
- Biometria

## Conceitos relacionados
- Classificação
- Extração de características
- Reconhecimento de padrões
- Projeção
- Modelo escondido de Markov
- Rede neural
- Lógica fuzzy